# Hippolyte Maringer
Hippolyte Maringer, né le 17 juillet 1833 à Hollerich et mort le 18 juin 1909 à Nancy, est un homme politique français d'origine luxembourgeoise, maire de Nancy de 1892 à 1904.

## Biographie
Né le 17 juillet 1833 à Hollerich, dans le grand-duché de Luxembourg, Jean-Hippolyte-Alexandre Maringer est le fils Marie-Catherine Feller et de Jacques Maringer, marchand.
Représentant de commerce, Hippolyte Maringer s'installe sous le Second Empire en France, où il est officiellement autorisé à s'établir et à y jouir des droits civils en 1868. Quatre ans plus tard, le 29 avril 1872, il est naturalisé français. Marié en premières noces à Marguerite-Thérèse Ligier (1837-1866), il est le père de Georges Maringer (1862-1941), qui fera carrière dans la haute fonction publique.
Membre du conseil municipal de Nancy depuis le 22 novembre 1874, Hippolyte Maringer est nommé adjoint au maire le 18 août 1882. Constamment réélu, il est élu maire de Nancy le 15 mai 1892 par 30 voix sur 34. Réélu le 17 mai 1896 puis le 20 mai 1900, il détient ce mandat jusqu'au 15 mai 1904. Il est également élu conseiller général de Meurthe-et-Moselle dans le canton de Nancy-Est entre 1889 et 1901.
Maringer est un républicain de longue date, comme l'atteste son soutien public aux députés républicains de Meurthe-et-Moselle lors de la crise du 16 mai 1877. Appartenant à la nuance « opportuniste », il affiche un certain anticléricalisme, notamment à l'occasion des funérailles de Virginie Mauvais.
Un mois après le début de son mandat de maire, Maringer a l'honneur d'accueillir le président Carnot à l'occasion de la fête fédérale de l'Union des sociétés de gymnastique de France, qui se tient à Nancy du 5 au 7 juin 1892. La même année, il est nommé chevalier de la Légion d'honneur, ordre dans lequel il sera promu au rang d'officier en 1900.
L'un des derniers actes de Maringer à la tête de la municipalité nancéienne est la préparation de l'acquisition du couvent du Sacré-Cœur afin d'y établir un hôpital pour tuberculeux. Cet établissement est ouvert par la municipalité suivante, qui lui donne le nom d'Hippolyte Maringer. Le nom de l'ancien maire sera également attribué à une avenue de Nancy.
Malade d'une pneumonie contractée lors de l’inauguration du buste d'Ernest Bichat, Hippolyte Maringer meurt le 18 juin 1909 à son domicile du no 32 de la rue du Faubourg-Saint-Jean. Après son incinération, effectuée le 22 juin au crématorium du Père-Lachaise, ses cendres sont ramenées le lendemain à Nancy et déposées dans un caveau familial au cimetière de Préville.